# Поліксена (метелик)
Поліксена (Zerynthia polyxena) — вид комах з родини Papilionidae, один з 2 видів роду; єдиний вид у фауні України.

## Морфологічні ознаки
Розмах крил — 45-55 мм. Візерунок крил самця та самки ідентичний. Досить яскравий метелик із строкатим забарвленням. Фон забарвлення жовтий із сітчасто-смугастим чорним малюнком. Добре помітні темні крайові зубчасті перев'язки із світлою серединою. На задніх крилах є також червоні та місяцеподібні сині плями з чорною облямівкою. Черевце з чорними та червоними цятками.

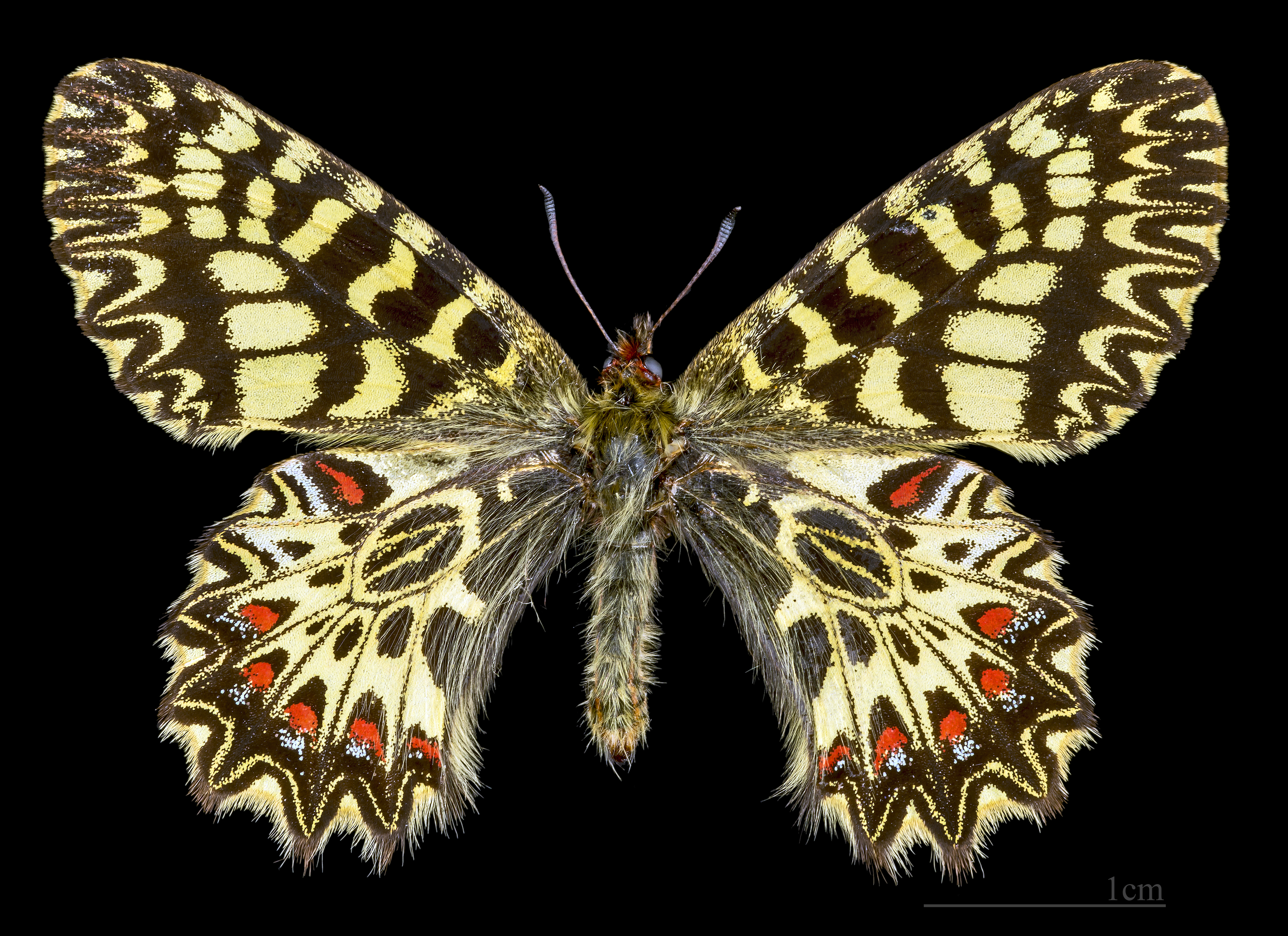
♂
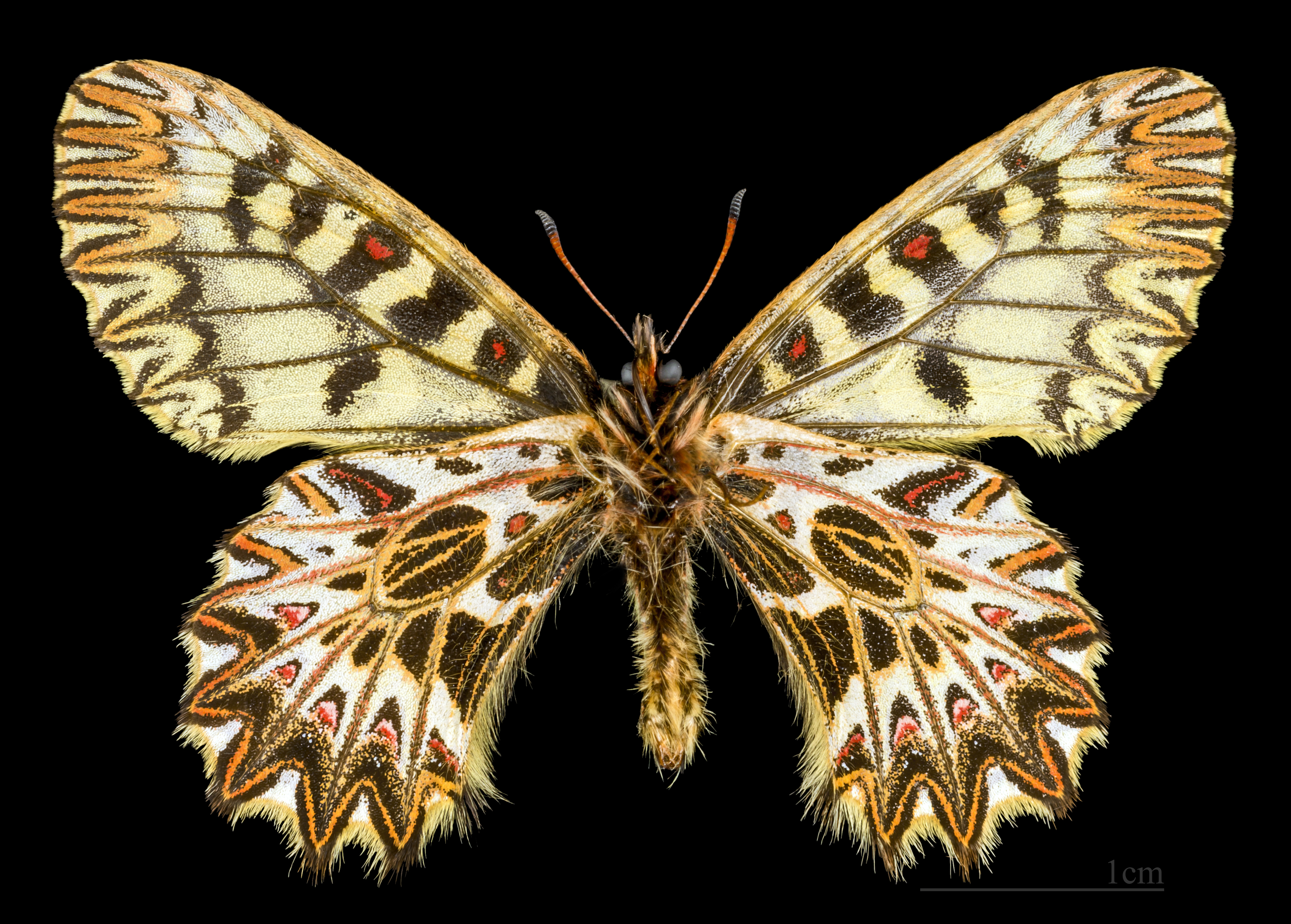
♂ △
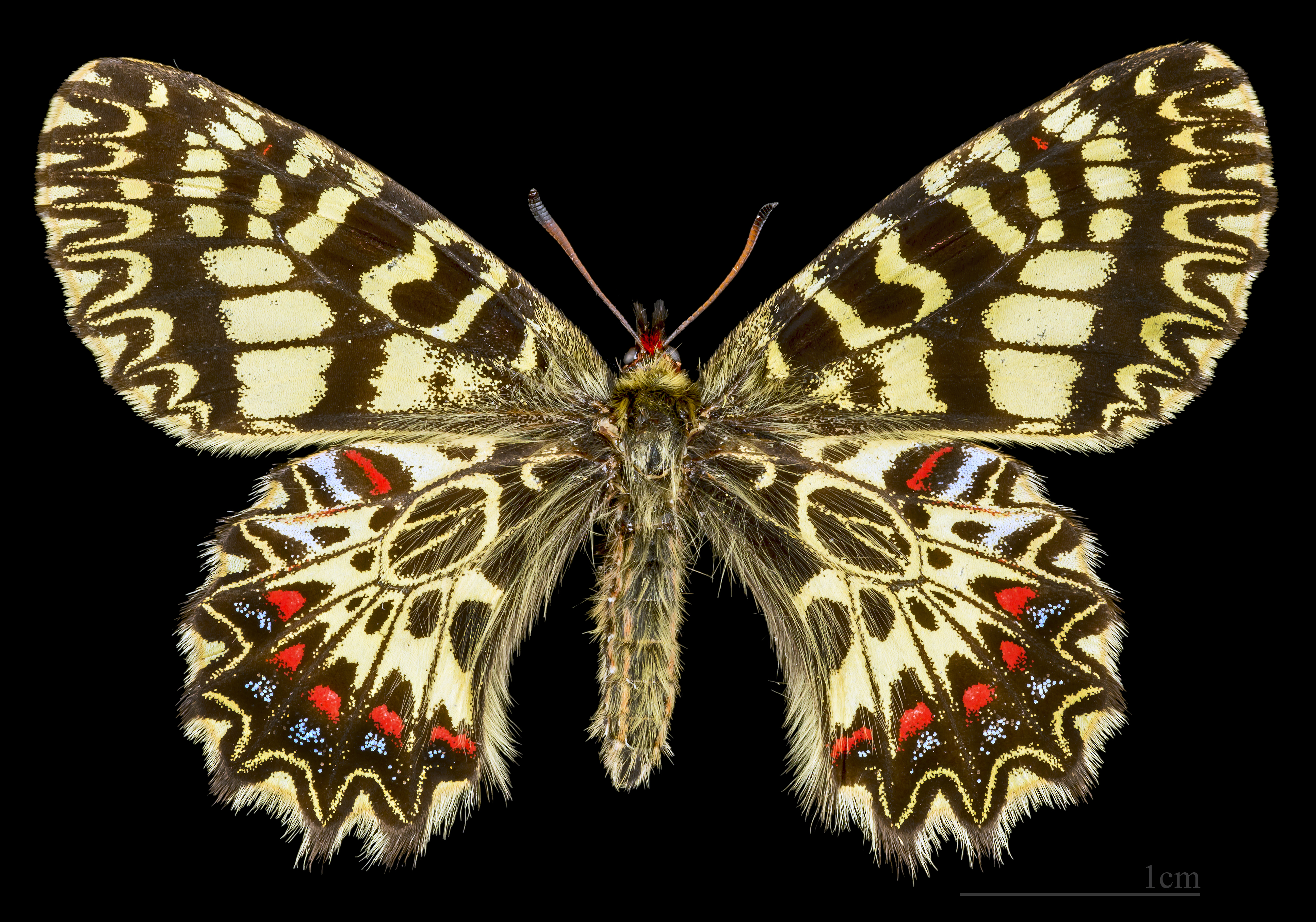
♀
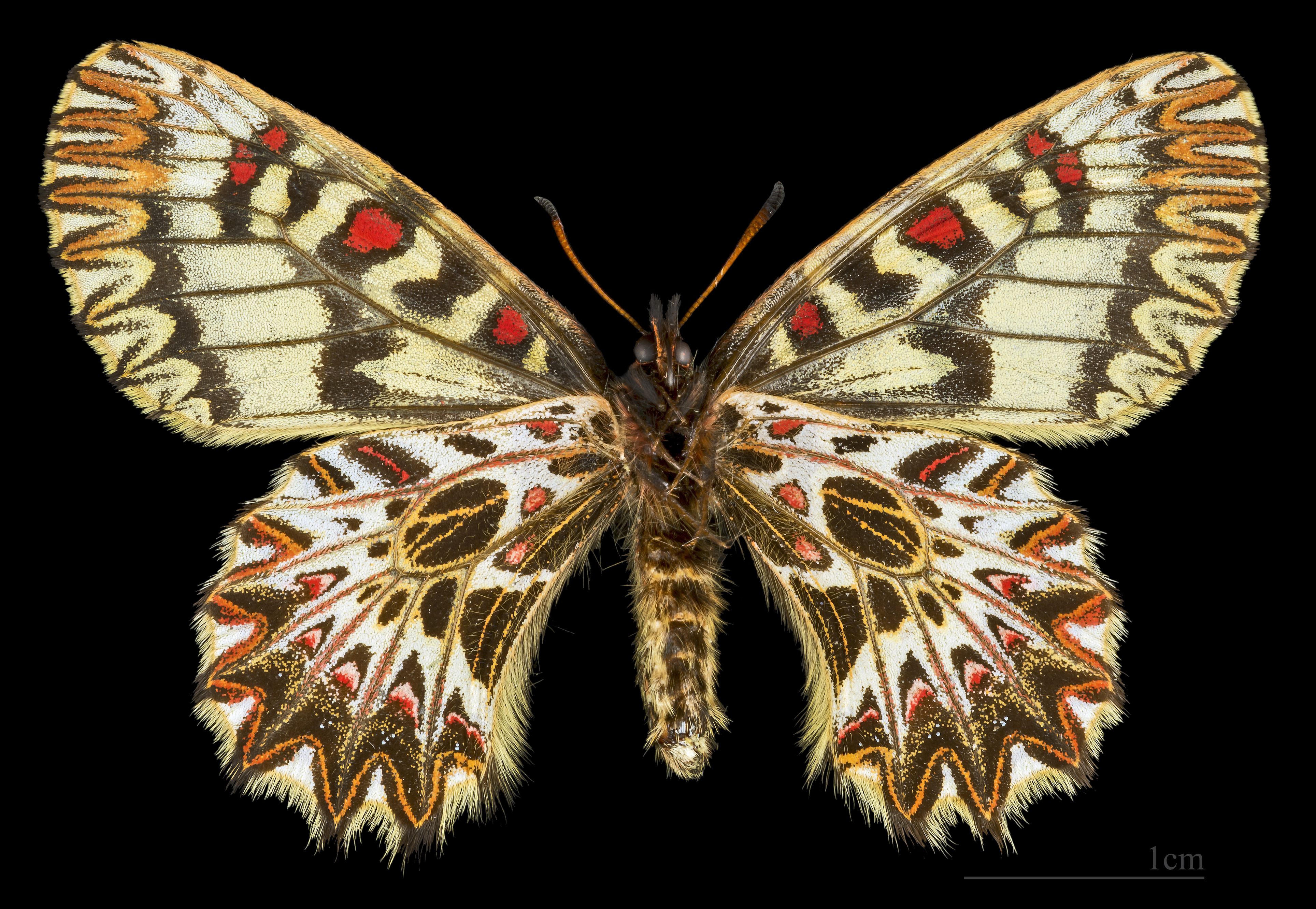
♀ △

## Поширення
Ареал охоплює південну, південно-східну та частково східну Європу, західний Кавказ.
В Україні зустрічається майже повсюдно, крім високогір'я Карпат, деяких північних, західних та найпосушливіших степових регіонів.

## Особливості біології
Локальний вид, зустрічається у Лісостепу, на узліссях, галявинах байрачних та заплавних лісів. Дає 1 генерацію на рік. Літ метеликів — з середини квітня до початку червня. Самиця відкладає від 1 до 30-32 яєць на листки, квіти та гілки верхньої частини хвилівника звичайного — Aristolochia clematitis. Гусінь з'являється через 8-9 днів, її розвиток триває 4-5 тижнів (травень-червень). Лялечки прикріплюються до гілок рослини та зимують, іноді 2-3 сезони.

## Загрози та охорона
Загрози: скорочення місць перебування виду внаслідок затоплювання й осушування заплав, урбанізації, рекреації, вирубування лісів тощо. Негативно впливають різкі коливання рівня води у водоймах протягом доби, що може спричиняти загибель гусені та лялечок.
Zerynthia polyxena охороняється в Європі і занесена до Додатку ІІ Бернської конвенції (охоронна категорія: вид підлягає особливій охороні). Занесений до Червоної книги України, а також до Червоної книги Українських Карпат (статус: Endangered).
Охороняється у деяких заповідниках, зокрема у Канівському, Українському степовому, Луганському природному заповіднику та національних природних парках, зокрема — Подільські Товтри. Доцільним є створення ентомологічних заказників у долинах річок, особливо поблизу великих міст задля запобігання затоплення чи руйнування та забудови місць перебування виду. 